# Église du Sacré-Cœur de Tirana
L'église du Sacré-Cœur-du-Christ (albanais : Kisha e zemrës së shenjtë të Krishtit)  est un édifice religieux catholique sis à l'ouest de la place Skanderbeg, à Tirana, en Albanie. Construite à la fin des années 1930 par les pères jésuites, elle est une des trois églises catholiques de la ville existant avant l'époque pré-communiste. Elle est rattachée à l'archidiocèse de Tirana-Durrës et protégée comme Monument culturel d'Albanie depuis 2007.

## Historique

### Première église catholique
Malgré le faible nombre de catholiques en Albanie centrale, une petite église catholique, dédiée à sainte Marie, est érigée à Tirana en 1856. L'église Sainte-Marie (ou « église de la Dame-Immaculée ») est offerte par l'empereur autrichien François-Joseph Ier afin de soutenir la petite communauté catholique en Albanie. Située près de l'actuel boulevard Zog-Ier (en)), elle est démolie en 1967 lors de la politique de répression totale de tous cultes religieux,.

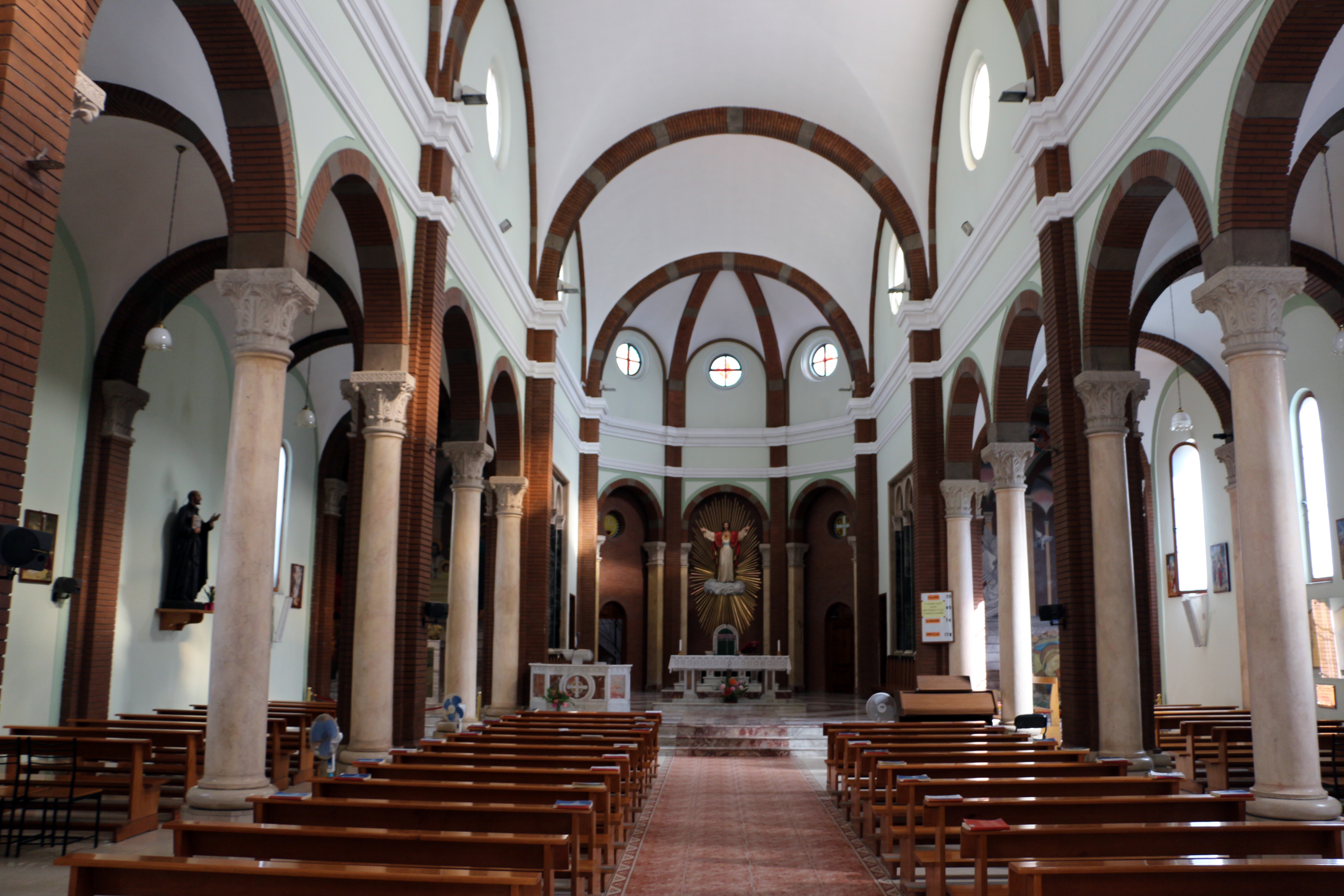
L'intérieur de l'église.

### Église des Jésuites
L'église jésuite du Sacré-cœur est construite de 1938 à 1939 sur un plan basilical. Elle est conçue par l'architecte Giovanni Santi dans un style néo-roman. La reine Géraldine offre 10 000 francs-or pour la construction de l'église. L'autel est offert par le pape Pie XII et le vitrail par Maja Jacomoni di San Savino, épouse du gouverneur italien Francesco Jacomoni.
L'église est équipée d'un autel pour le rite byzantin. Le campanile et la résidence pour les jésuites, inclus dans le projet, ne sont finalement pas construits. 
Cette église est la première consacrée au Sacré-Cœur de Jésus en Albanie. Elle est ouverte au culte lors de la messe de Minuit du 24 décembre 1939,,.
En 1967, au cours de la répression religieuse lancée par les autorités communistes albanaises, l'église est fermée et reconvertie en un cinéma (appelé Rinia). Tout signe religieux en disparait: la façade avant est alors modifiée pour dissimuler la fonction religieuse de l'édifice, et les fresques sont enlevées,. Un mur est érigé devant la façade. Cependant, des fidèles catholiques viennent y prier en secret.

### Église cathédrale
Après la chute du communisme, le siège de l'ancien archidiocèse de Durrës est transféré vers la capitale, Tirana. L'église du Sacré-Cœur de Tirana devient la cathédrale provisoire, mais la cathédrale Sainte-Lucie de Durrës conserve son statut de co-cathédrale. La façade de l'église du Sacré-Cœur est réhabilitée en 1990, puis décorée de nouvelles fresques en 1999. 
Certaines peintures réalistes de l'église rendent hommage aux catholiques persécutés sous le régime communiste. La fondation Aide à l'Église en détresse (AED) a financé en partie la réhabilitation de l'édifice.
En 1991, mère Teresa visite l'église.
L'église franciscaine de Tirana, construite en 1942-1943 et reconvertie en « Maison des Pionniers » durant la période communiste, est également reconsacrée. 
Avec la construction de la moderne cathédrale Saint-Paul en 2002, l'église du Sacré-Cœur perd son statut d'église principale et de cathédrale de la ville,.